# Эль-Энканто
Эль-Энканто (исп. El Encanto) — муниципалитет в Колумбии в составе департамента Амасонас. Добраться к нему возможно либо по реке, либо по воздуху. Местная военно-речная база, которая была создана во время Перуано-колумбийской войны, принимает самолёты только военного и официального назначения.

## Географическое положение
Муниципалитет расположен в департаменте Амасонас, в устье реки Карапарана, притока Путумайо. Абсолютная высота — 104 метра над уровнем моря.

Площадь муниципалитета составляет 12 686 км².

## Население
По данным Национального административного департамента статистики Колумбии, совокупная численность населения города и муниципалитета в 2012 году составляла 4708 человек.
Динамика численности населения города по годам:
| 2005 | 2006 | 2007 | 2008 | 2009 | 2010 | 2011 | 2012 |
| ---- | ---- | ---- | ---- | ---- | ---- | ---- | ---- |
| 4376 | 4426 | 4475 | 4523 | 4570 | 4617 | 4663 | 4708 |

Согласно данным переписи 2005 года мужчины составляли 55,8 % от населения города, женщины — соответственно 44,2 %. В расовом отношении белые и метисы составляли 59,5 % от населения города; индейцы — 26,6 % негры и мулаты — 13,9 %.
Уровень грамотности среди населения старше 5 лет составлял 87,9 %.